# Carl Ludwig Sprenger
Carl Ludwig Sprenger (Güstrow, Mecklembourg, 30 de novembro de 1846 – Corfu, 13 de dezembro de 1917) foi um botânico alemão.